# 布拉德肖山
布拉德肖山（英語：Mount Bradshaw），是南極洲的山峰，位於維多利亞地的彭內爾海岸，處於伊恩峰西北面7公里，屬於鮑爾斯山脈的一部分，海拔高度2,240米，現時由南極條約體系管理。